# Anacridium aegyptium
Criquet égyptien
Espèce
Le criquet égyptien (Anacridium aegyptium) est une espèce de criquets voyageurs.
On le reconnaît notamment grâce à ses yeux striés verticalement.

## Description

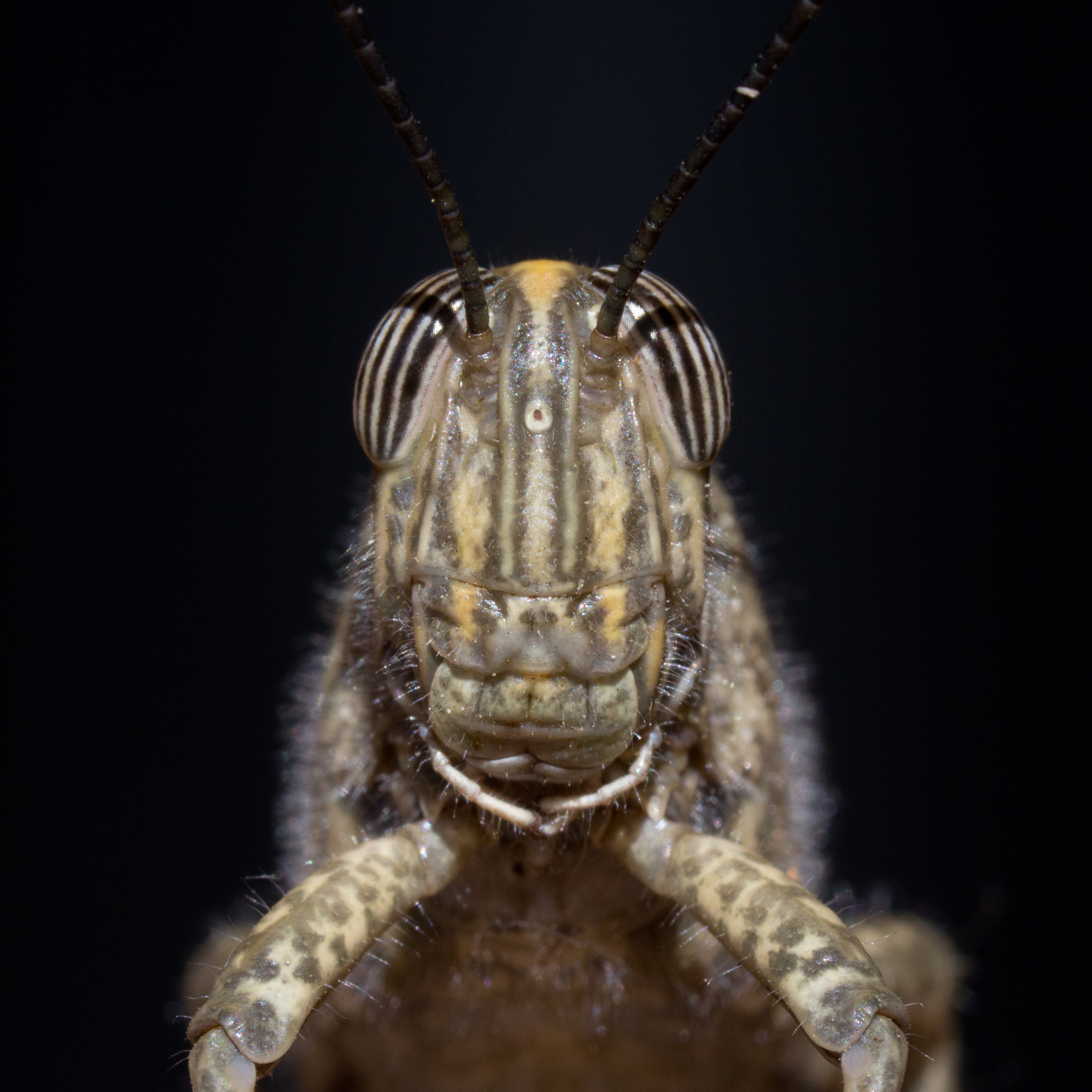
Yeux striés verticalement.

Le criquet égyptien est un orthoptère dont la longueur varie entre 45 et 65 millimètres, le mâle étant légèrement plus petit que la femelle.
Il est le plus grand criquet présent en France et l'un des plus longs parmi les insectes d'Europe occidentale.
Les deux sexes sont ailés et sont capables de voler sur de plus ou moins longues distances (entre 5 et 45 mètres). Le vol est caractéristique par le son de claquement qu'il produit.
Autre caractéristique, c'est l'une des rares espèces de criquets, (synonyme: caelifères) d'Europe dont la femelle stridule et non le mâle.
Les ailes antérieures sont ponctuées de taches noires, les yeux sont rayés verticalement et ont une coloration très variable selon les individus pouvant aller d'une teinte gris-brun à un fort éclat rougeoyant (plus rare, et surtout chez les juvéniles).
La face interne des fémurs postérieurs est marquée de rouge et les tibias sont clairement mauves.

## Répartition

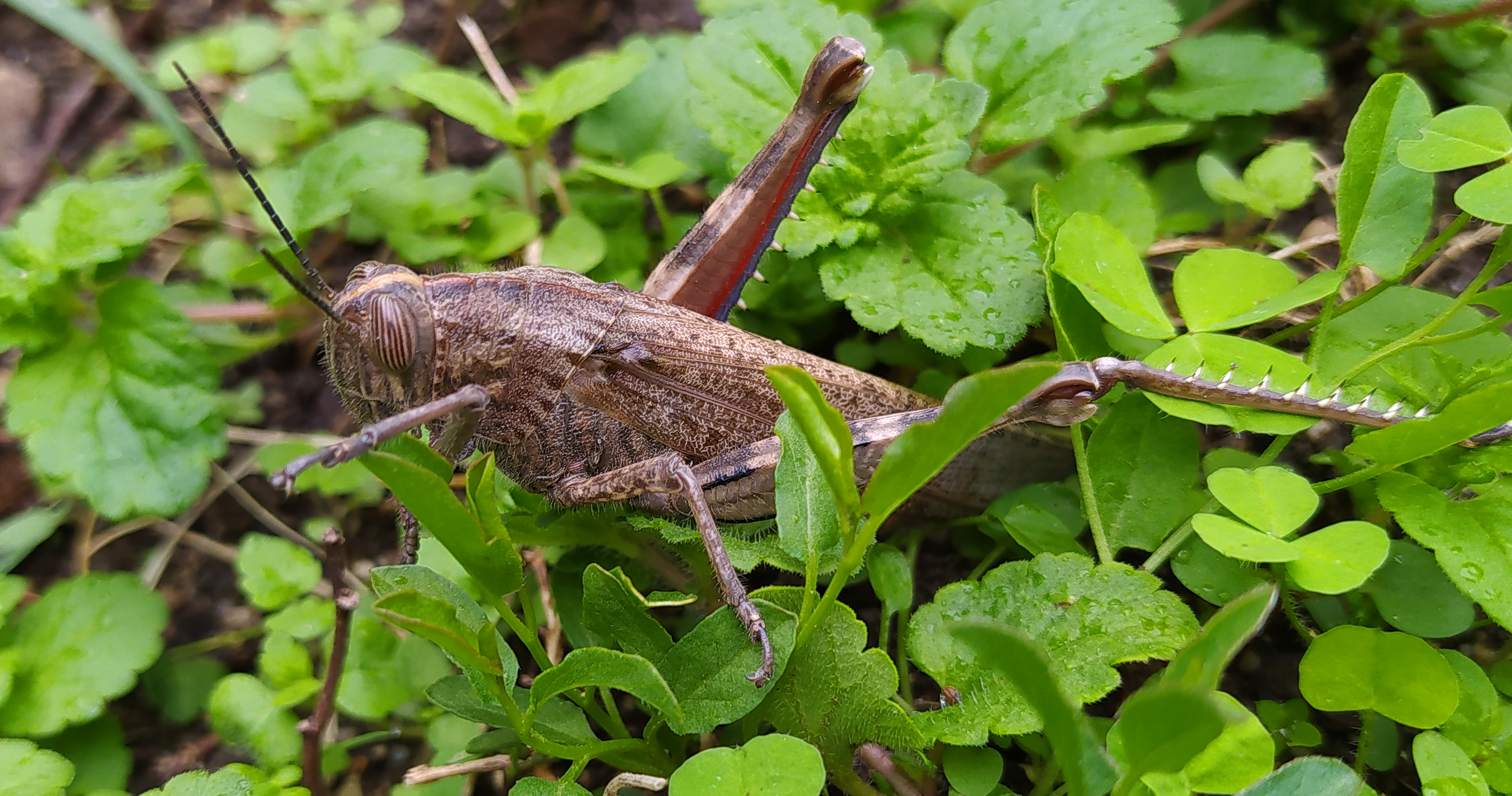
femelle adulte, 10 cm. (El Escorial, Espagne).

Le criquet égyptien se répartit sur toute la région méditerranéenne, ainsi qu'en Asie de l'Ouest.
Il est parfois signalé plus au Nord, en France, comme dans les départements de l'Aisne et de Côte-d'Or. Cependant, il semblerait qu'il ne s'agisse que d'individus isolés introduits accidentellement via des transports de fruits et légumes.

## Biologie

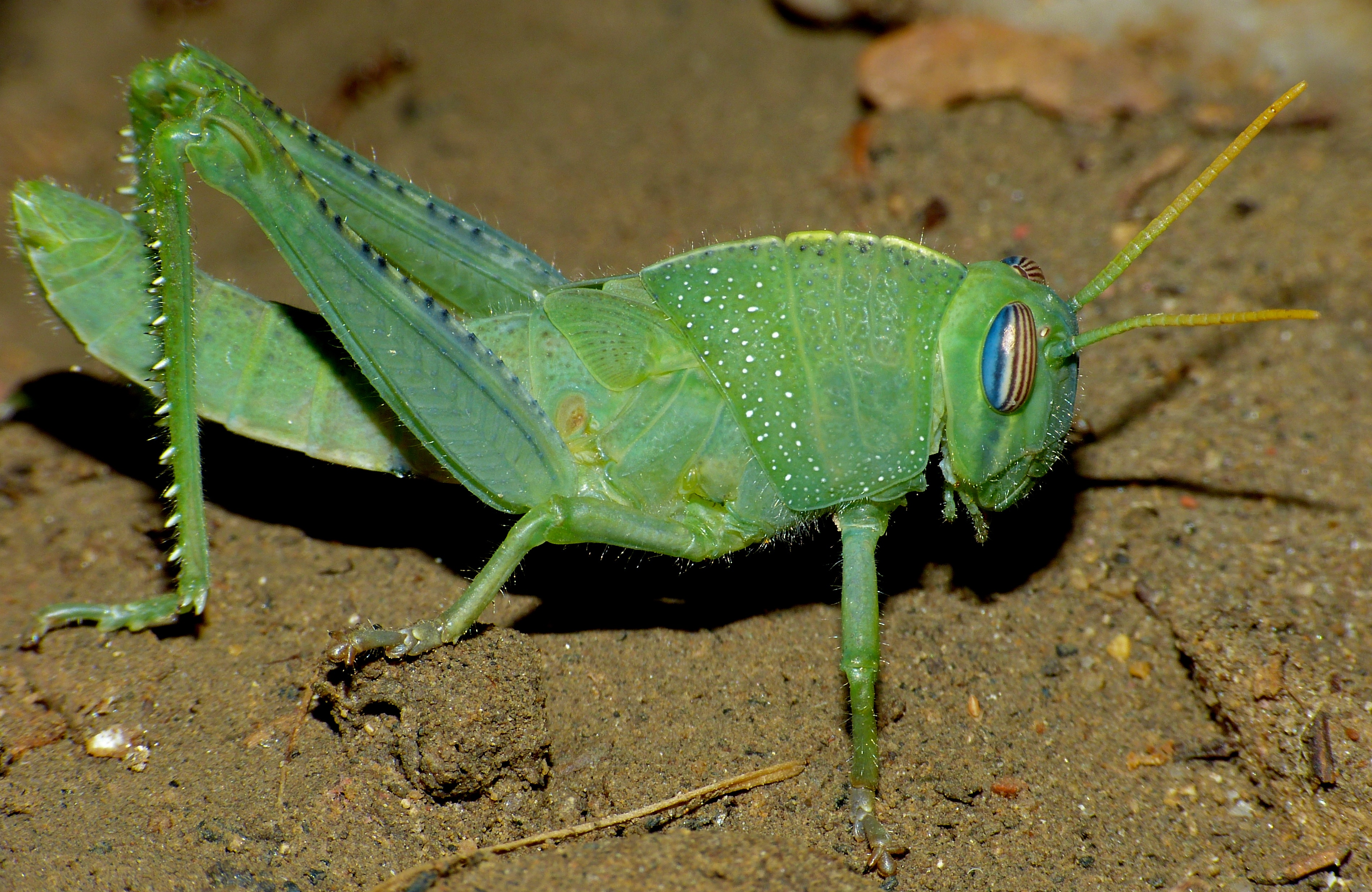
Nymphe (Hérault, France).

Anacridium aegyptium est univoltin avec une diapause imaginale en hiver. La ponte a lieu au printemps, le développement larvaire en été et les premiers adultes apparaissent à l'automne.

## Biotope

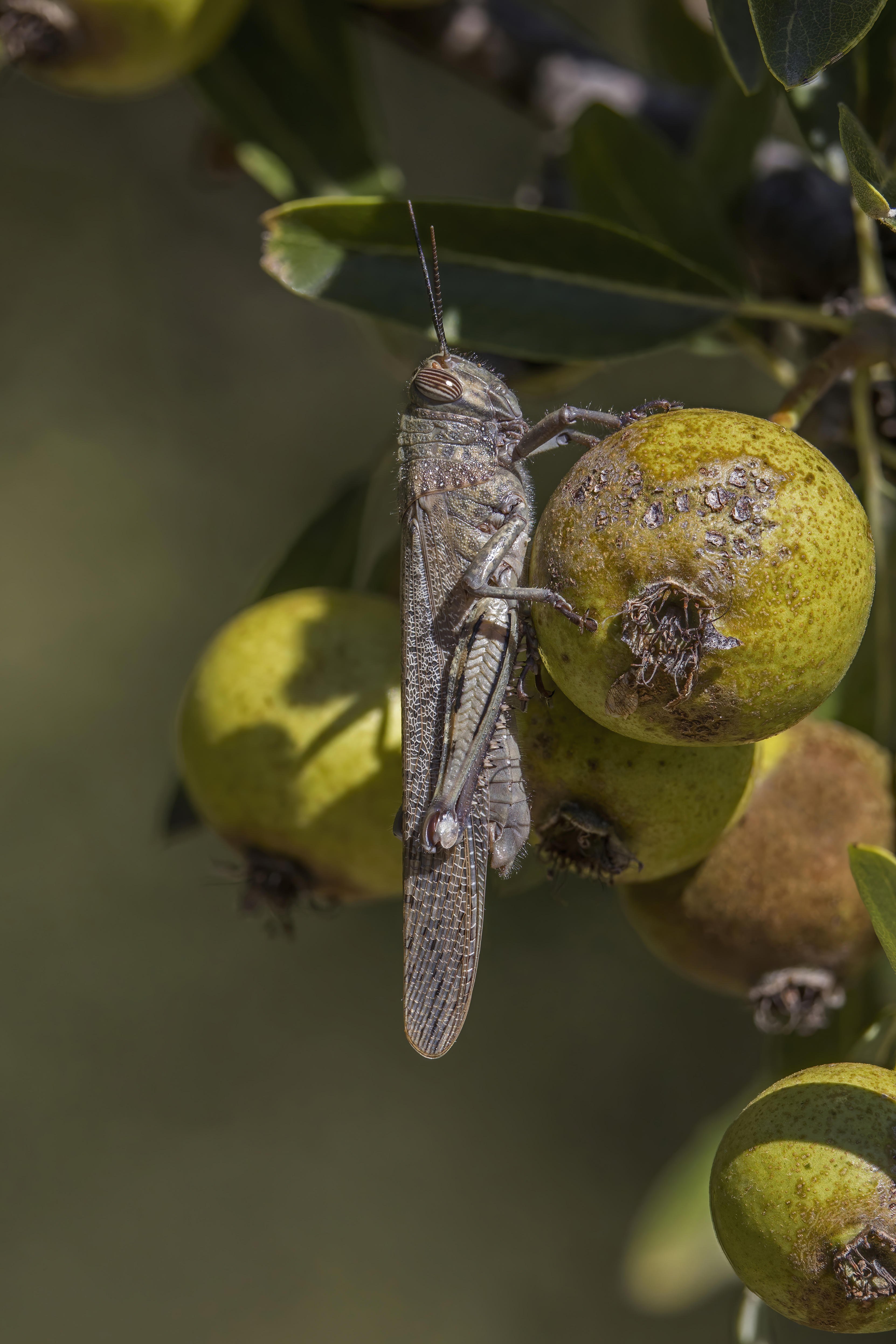
Anacridium aegyptium sur une pomme de Malus sylvestris, sur les pentes du mont Pantokrátor à Corfou en Grèce. Septembre 2022.

Le criquet égyptien fréquente les biotopes chauds et secs où il se tient surtout dans les buissons et sur les arbustes dans le maquis, la garrigue et  autres zones boisées sèches.

## Référence
- (la) Linneus, 1764 : Museum S.R.M. Ludovicae Ulricae reginae Svecorum, Gothorum, Vandalorum,… In quo animalia raroria, exotica, imprimis Insecta et Conchilia describuntur et determinantur Prodromi instar editum.